# Nuoto ai XVII Giochi del Mediterraneo - 50 metri stile libero femminili
Le gare di nuoto nella categoria 50 metri stile libero femminili si sono tenute il 22 giugno 2013 al Yeni Olimpik Yüzme Havuzu di Mersin.

## Calendario
Fuso orario EET (UTC+3).
| Data      | Ora   | Turno    |
| --------- | ----- | -------- |
| 22 giugno | 9:36  | Batterie |
| 22 giugno | 18:05 | Finale   |

## Risultati
Le 14 atlete vengono inquadrate in due batterie da 7 nuotatrici ciascuna. Si qualificano alla finale i primi otto tempi.

### Batterie
| Pos. | Nome                      | Nazione   | Tempo | Batt. | Corsia | Note |
| ---- | ------------------------- | --------- | ----- | ----- | ------ | ---- |
| 1    | Anna Santamans            | Francia   | 25"41 | 1     | 4      | Q    |
| 2    | Burcu Dolunay             | Turchia   | 25"75 | 2     | 4      | Q    |
| 3    | Farida Osman              | Egitto    | 25"80 | 2     | 3      | Q    |
| 4    | Silvia Di Pietro          | Italia    | 25"86 | 2     | 5      | Q    |
| 5    | Theodora Drakou           | Grecia    | 25"87 | 2     | 6      | Q    |
| 6    | Erika Ferraioli           | Italia    | 26"04 | 1     | 5      | Q    |
| 7    | Stavroula Karantakou      | Grecia    | 26"27 | 1     | 3      | Q    |
| 8    | Lauriane Haag             | Francia   | 26"28 | 2     | 2      | Q    |
| 9    | Marta González Crivillers | Spagna    | 26"62 | 1     | 6      |      |
| 10   | Nilüfer Kuru              | Turchia   | 26"70 | 2     | 7      |      |
| 11   | Anastasia Bogdanovski     | Macedonia | 26"94 | 1     | 2      |      |
| 12   | Mai Mostafa               | Egitto    | 26"97 | 1     | 7      |      |
| 13   | Anxhela Kashari           | Albania   | 28"03 | 2     | 1      |      |
| 14   | Zeineb Khalfallah         | Tunisia   | DNS   | 1     | 1      |      |

### Finale
| Pos. | Atleta               | Nazionalità | Tempo | Corsia |
| ---- | -------------------- | ----------- | ----- | ------ |
|      | Anna Santamans       | Francia     | 25"03 | 4      |
|      | Silvia Di Pietro     | Italia      | 25"37 | 6      |
|      | Burcu Dolunay        | Turchia     | 25"42 | 5      |
| 4    | Farida Osman         | Egitto      | 25"43 | 3      |
| 5    | Theodora Drakou      | Grecia      | 25"46 | 2      |
| 6    | Erika Ferraioli      | Italia      | 25"75 | 7      |
| 7    | Lauriane Haag        | Francia     | 25"97 | 8      |
| 8    | Stavroula Karantakou | Grecia      | 25"98 | 1      |